# Iglesia de San Juan Bautista (Villarta de San Juan)
La Iglesia de Santa María la Mayor de Villarta de San Juan (Provincia de Ciudad Real, España) llamada popularmente como “Iglesia Vieja” se sitúa a la entrada del pueblo, actualmente fuera de culto data de finales del siglo XV y principios del XVI. 
Pertenece al gótico tardío, del tipo rural, con planta de cruz latina aunque en la actualidad sólo conserva uno de los brazos. Fue edificada sobre restos de una antigua fortificación defensiva de la Orden Sanjuanista (aparece con el nombre de MURO en las donaciones del rey Fernando III a la Orden de San Juan). La coincidencia del nombre muro con el de la antigua Murum romana, citada en el itinerario de Antonio es bastante significativa). 
En la decoración interior presenta una sola nave con un coro elevado que se sustenta sobre dos columnas y que se comunica con el campanario. 
En el exterior presenta una estructura rígida reforzada por doce contrafuertes, seis en la fachada principal y seis en la parte posterior, puerta única con arco de medio punto en la fachada principal, disposición que se repite simétrica en la fachada posterior, si bien en este caso, la puerta se encuentra cegada. La fachada está orientada al oeste, sobre la que se apoya la torre. 
Dicha torre está dividida en cuatro cuerpos el último abierto en cada uno de sus lados que sirve de campanario. El remate, como pirámide cuadrangular, en cada vértice se levanta una pequeña torrecilla terminada también en pirámide, se trata de una construcción adicional realizada por el maestro albañil de la localidad Tomas Romero García, realizada después de la guerra civil española.